# XHOF-FM
XHOF-FM también conocida como Reactor 105.7 FM es una estación de radio de la Ciudad de México que trasmite principalmente rock alternativo, heavy metal, ska, reggae, hip hop, rockabilly, tanto en español como en inglés, y da cobertura y difusión a festivales y conciertos. De esta forma, se convirtió en una estación que transmite a bandas mexicanas que no se transmiten en ninguna otra radiodifusora. Pertenece al Instituto Mexicano de la Radio.

## Antecedentes
A finales de los años sesenta, el DF tenía una estación, "Radio Departamento", la cual transmitía en esta frecuencia, con estudios situados en lo alto del edificio del Ayuntamiento. Transmitía noticias y mensajes del gobierno DEL Distrito Federal, así como programas variados, con música de salsa, rock, cumbia, rock en español, mariachi, entre otras. 
En 1983 se creó "Estéreo Joven" ya como parte del Instituto Mexicano de la Radio, ya transmitiéndose, cuando las locaciones del IMER se encontraban en Margaritas. En 1990 el nombre cambió a "Lásser", y de nuevo se modificó a "Conexión acústica". En 1994 se creó Órbita después se llamaría Reactor, el 12 de noviembre del 2004, con el que se ha mantenido, hasta el día de hoy, aunque cabe recalcar que la estación ha tenido ya 3 etapas de diferentes locutores y de tipo de audiencia

## Locutores
- Alejandro Kluk
- Andrea Honni
- Beatriz Segura
- Berenice Rodríguez
- Brian Martinez "Livo"
- Chuck Pereda
- Clauzzen Hernández
- Cristian Padilla "Pada"
- David Prado
- Fabián Durón
- Federico Arias
- Felipe Castillo
- Gabriela Sandoval "Gaby Tulum"
- Elvira Liceaga
- Gerardo Tovar
- Ismael Montes de Oca
- Itzel Aguilar "La Emperatriz"
- Jaime Mondragón
- Jonathan Madariaga
- Jorge Baca
- Juan Carlos Nava, "Jinete"
- Juan Carlos Izquierdo
- Julio Bernal
- Kai Ale
- Lucila Zetina
- Luisa Iglesias
- Luis Bazaldua
- Luis Maiden
- María Letona
- Mayra de León "Maye"
- Omar Salazar
- Orlando Abad
- Oscar Sarquíz
- Pepe Campa
- Robin Chacón
- Eduardo Iñiguez "Rocker"
- Roman Ochoa
- Romina Pons[3]
- Rubén Olegnowicz “El Paella”
- Selecter Joshua
- Salvador Orozco
- Zaira Padrón

- Barra Podcast -
- Juan Carlos
- Omar Ruvalcaba
- Israel Tinoco
- Valeria Ledesma
- Lisa Cuadros
- Xtrem
- Claudio Martínez
- Andrés Cota

## Programas
Aleatorio, 
Amazonas de Hierro, 
Audiencias IMER,
Bicitlán, 
Biker, 
Blast Beat, 
Ciencia Joven, 
Clásicos En Español, 
Control, 
Cuando El Futuro Nos Alcance, 
Después De La Tormenta, 
El Camino, 
El Delicioso, 
Elección Por Vocación, 
El Mono Con Alas, 
E-motions, 
Está Vivo, 
Estoperol, 
Equidad Radio, 
Hexen, 
Hora Qué, 
La Era Del Dinosaurio, 
La Mala Costumbre, 
La Máquina Del Tiempo, 
Lápiz Cero, 
Láser, 
Las Mil Y Una Rolas, 
Lunes Al Fin, 
Masaje Cerebral, 
Music Speechless, 
Némesis,  
Partículas Elementales, 
Polaroid 105, 
Presente Eterno, 
Presta, 
Reggaevolución, 
Ruco De Onda, 
Skanking, 
Sonidos De Casa, 
Street Fever, 
Track Attack, 
Vendetta, 
Voces en Resistencia

## Polémicas
En junio  del 2019, se anunció el cierre de Reactor 105.7 en el contexto del corte de presupuesto del IMER. Sin embargo, días después se anunció que no se cerraría y que sí recibiría el presupuesto.